# Colònia (biologia)

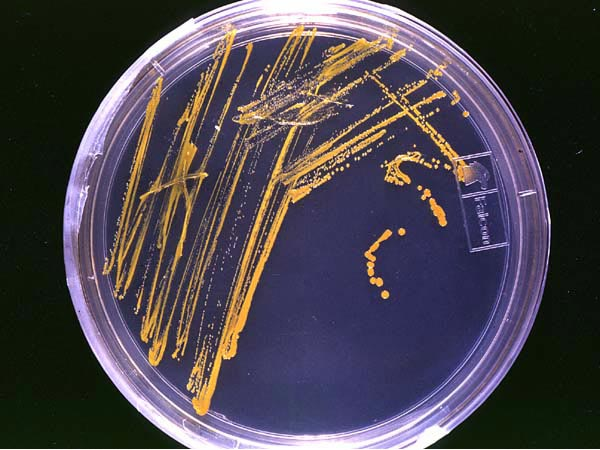
Placa de Petri amb cultiu bacterià amb colònies microbiològiques aïllades.

En biologia, una colònia (del llatí colonia) és una estratègia vital. Consisteix en l'agrupació de diversos individus de la mateixa espècie que conviuen junts, pel benefici mutu, ja sigui per millorar les defenses, atacar preses més grosses, etc. Aquesta no és una classificació taxonòmica, sinó funcional, que es dona en diversos grups d'éssers vius.

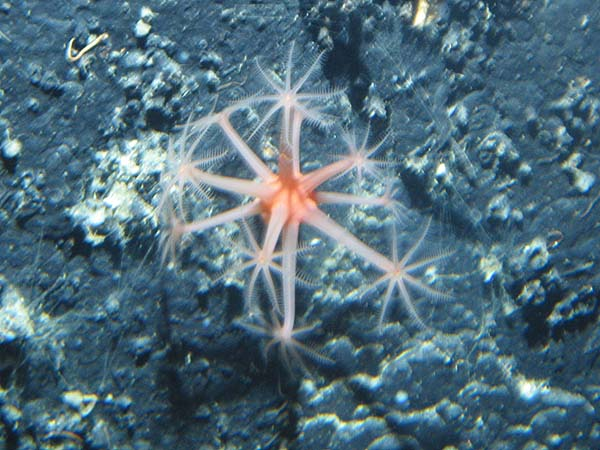
Colònia de pòlips

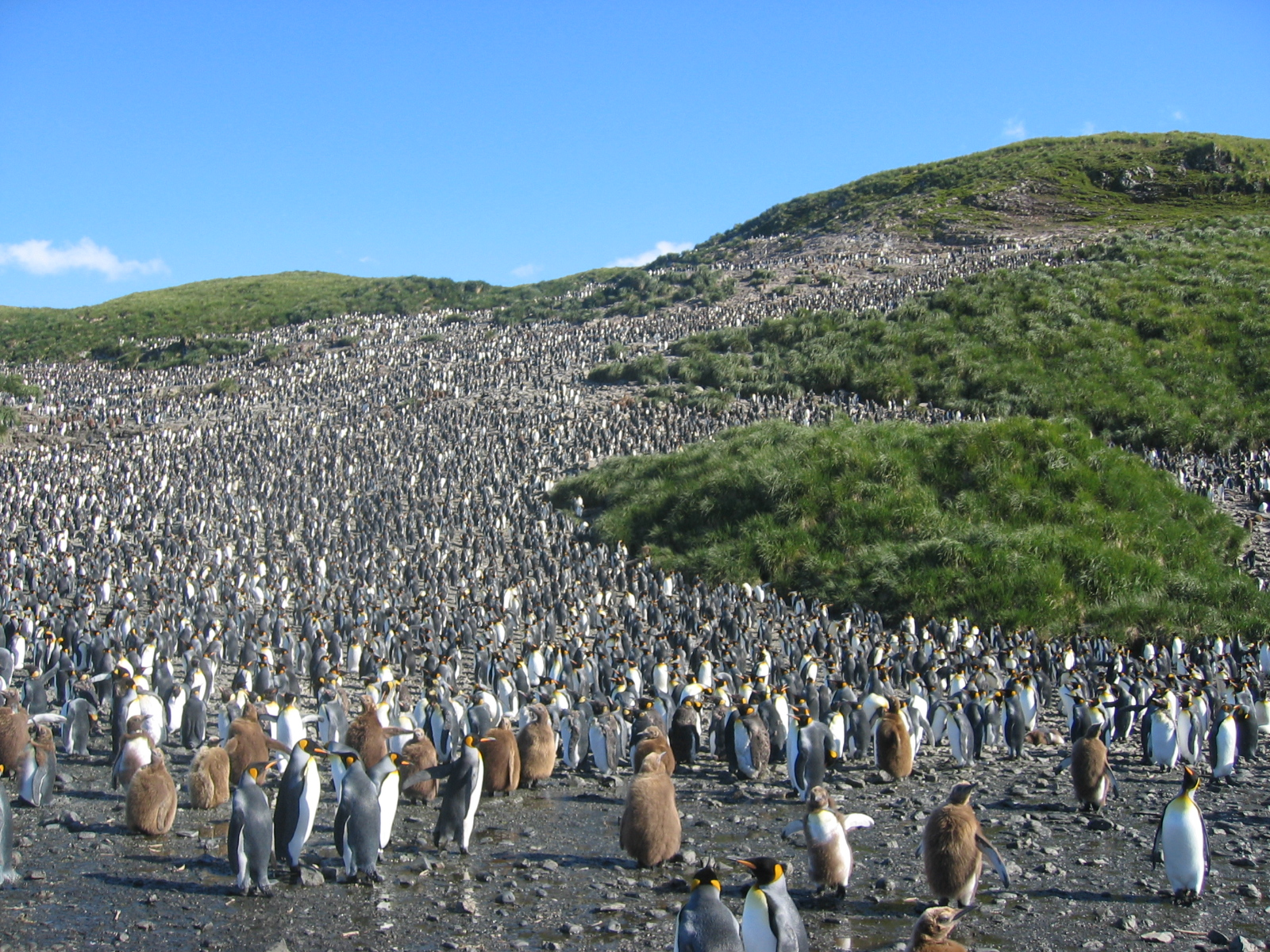
Una gran colònia reproductora de 60.000 parelles de pingüí reial (Aptenodytes patagonicus) a la plana de Salisbury a Georgia del Sud.

- En cas dels microorganismes la colònia és un grup de microorganismes vivint a la superfície o a l'interior d'un cultiu sòlid, generalment cultivats a partir d'una cèl·lula única.

- Una colònia d'organismes unicel·lulars s'anomena també organisme colonial. L'organisme colonial fou probablement la primera etapa vers la constitució d'organismes pluricel·lulars en el curs de l'evolució. La diferència entre un organisme pluricel·lular i un organisme colonial és que els organismes colonials tant són capaços de sobreviure per ells mateixos si són separats, cosa que és estrictament impossible per les cèl·lules d'un organisme pluricel·lular (per exemple les cèl·lules del fetge). Les algues del tipus Volvox són un exemple de cas limitat entre aquestes dues situacions.

- Altres associacions més estretes es donen en l'embrancament dels cnidaris i en el de les esponges de mar. Les colònies resulten de l'associació d'individus que comparteixen i creen una matriu extracel·lular comuna. La majoria de coralls, per exemple, estan formats per centenars o milers de petits animals (pòlips) que secreten un esquelet rígid de carbonat de calci. La caravel·la portuguesa (Physalia) és formada per centenars de pólips units a un flotador, especialitzats en diferents funcions, com l'alimentació i la defensa; cadascun d'ells no sobreviu aïllat de la colònia.
- Alguns insectes, com ara les formigues, les abelles i el tèrmits, acostumen a viure en colònies. Aquesta associació és contínua i condueix al repartiment de les tasques en diferents castes, de tal manera que hi ha individus reproductors, soldats, obrers, etc.
- En els vertebrats les colònies normalment fan referència a associacions establertes per a la sincronització de l'època reproductiva com a sistema de defensa per a protegir les cries.